# Selångers församling
Selångers församling är en församling i Medelpads södra pastorat i Medelpads kontrakt i Härnösands stift. Församlingen ligger i Sundsvalls kommun i Västernorrlands län, Medelpad.

## Administrativ historik
Församlingen har medeltida ursprung. Ur församlingen utbröts 1624 Sundsvalls församling.
Församlingen var till 1873 moderförsamling i pastoratet Selånger och Sättna som mellan 1624 och 1822 också omfattade Sundsvalls församling. Från 1873 till 2025 utgjorde församlingen ett eget pastorat. 1 januari 2025 blev församlingen en del av Medelpads södra pastorat 

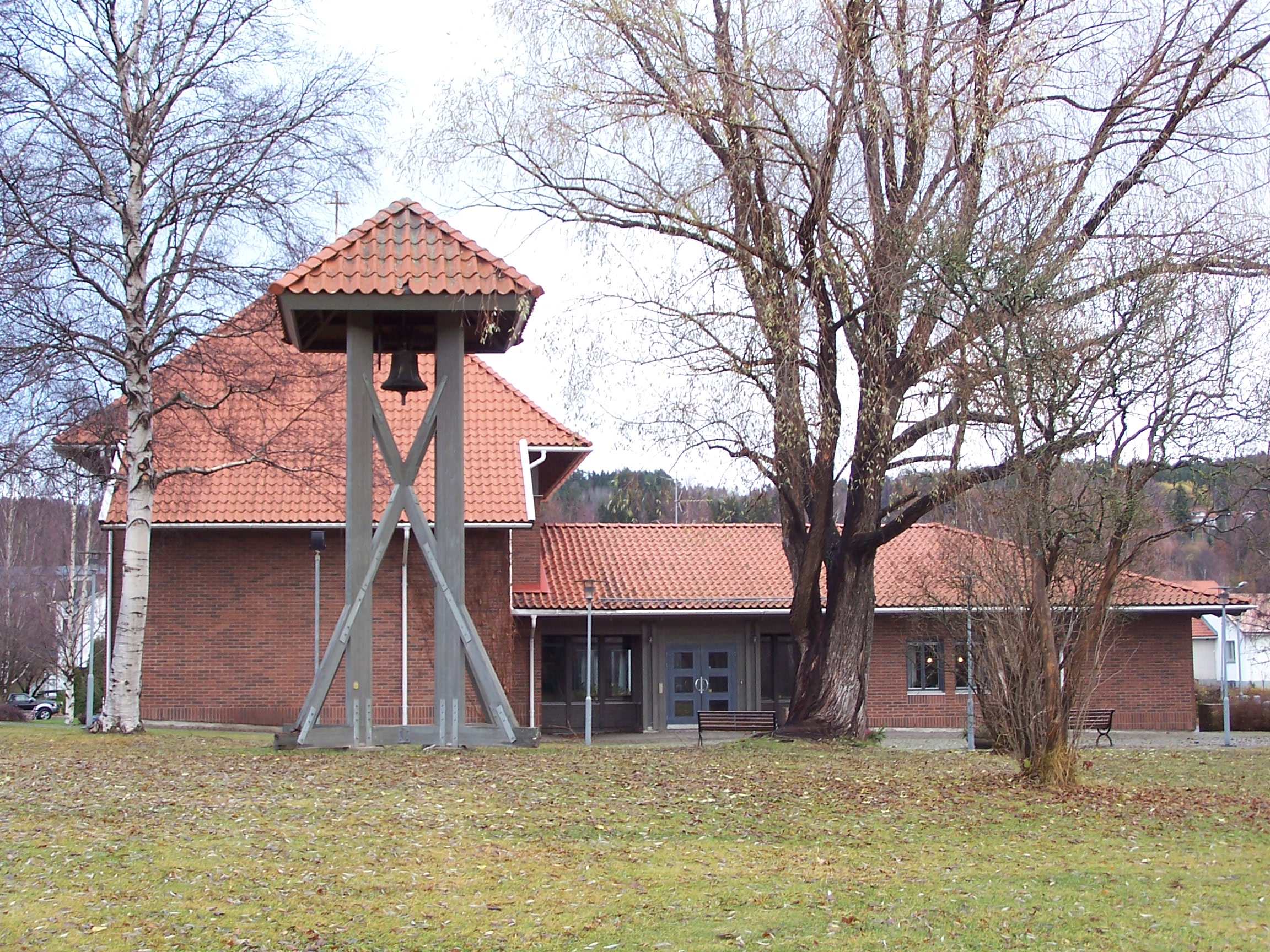
Granlo kyrka

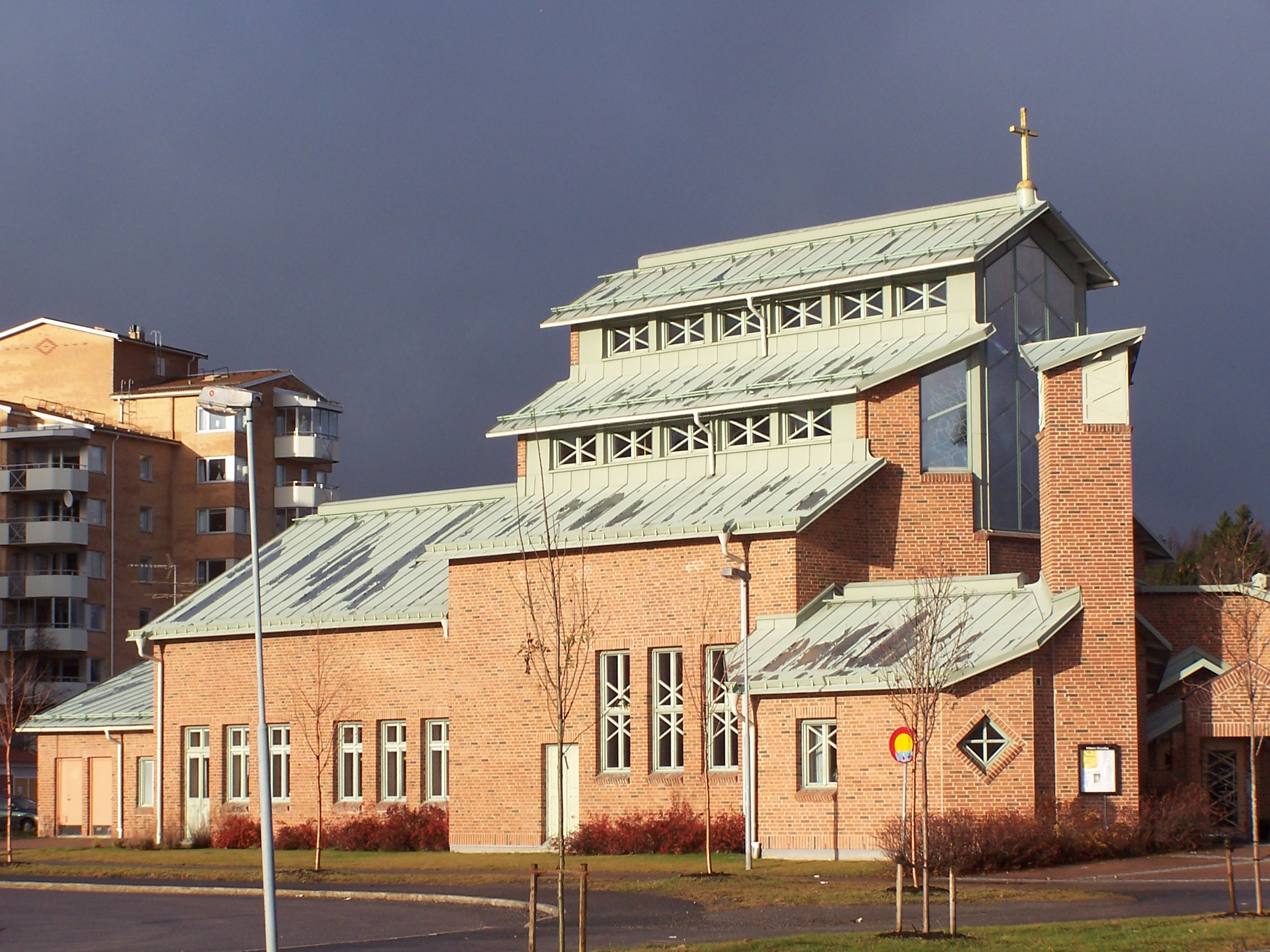
Granloholms kyrka

## Kyrkor
- Selångers kyrka
- Granlo kyrka
- Granloholms kyrka
- Selångers gamla kyrka